# Eugene Levy
Eugene Levy (Hamilton, 17 dicembre 1946) è un attore, comico e sceneggiatore canadese.

## Biografia
È famoso soprattutto per il ruolo di Noah Levenstein nella serie American Pie. Nel corso della sua lunga carriera si è distinto sia come attore che comico televisivo, entrando nel cast della serie canadese Second City Television (1976-1984). Raggiunge la sua notorietà internazionale interpretando il ruolo di Noah Levenstein nella serie American Pie. Dal 2015 al 2020 interpreta Johnny Rose, nella pluripremiata sitcom canadese Schitt's Creek. 
È vincitore di quattro Emmy Award (su un totale di otto candidature) e un Grammy Award, mentre nel 2006 è stato inserito tra le celebrità del Canada's Walk of Fame. Nella sua carriera ha lavorato accanto a Steve Martin, Martin Short, Christopher Guest, Catherine O'Hara e John Candy.

### Vita privata
Levy è sposato dal 1977 con la sceneggiatrice Deborah Divine (1959), con cui ha avuto due figli: Dan (1983) e Sarah (1987).

## Filmografia

### Attore

#### Cinema

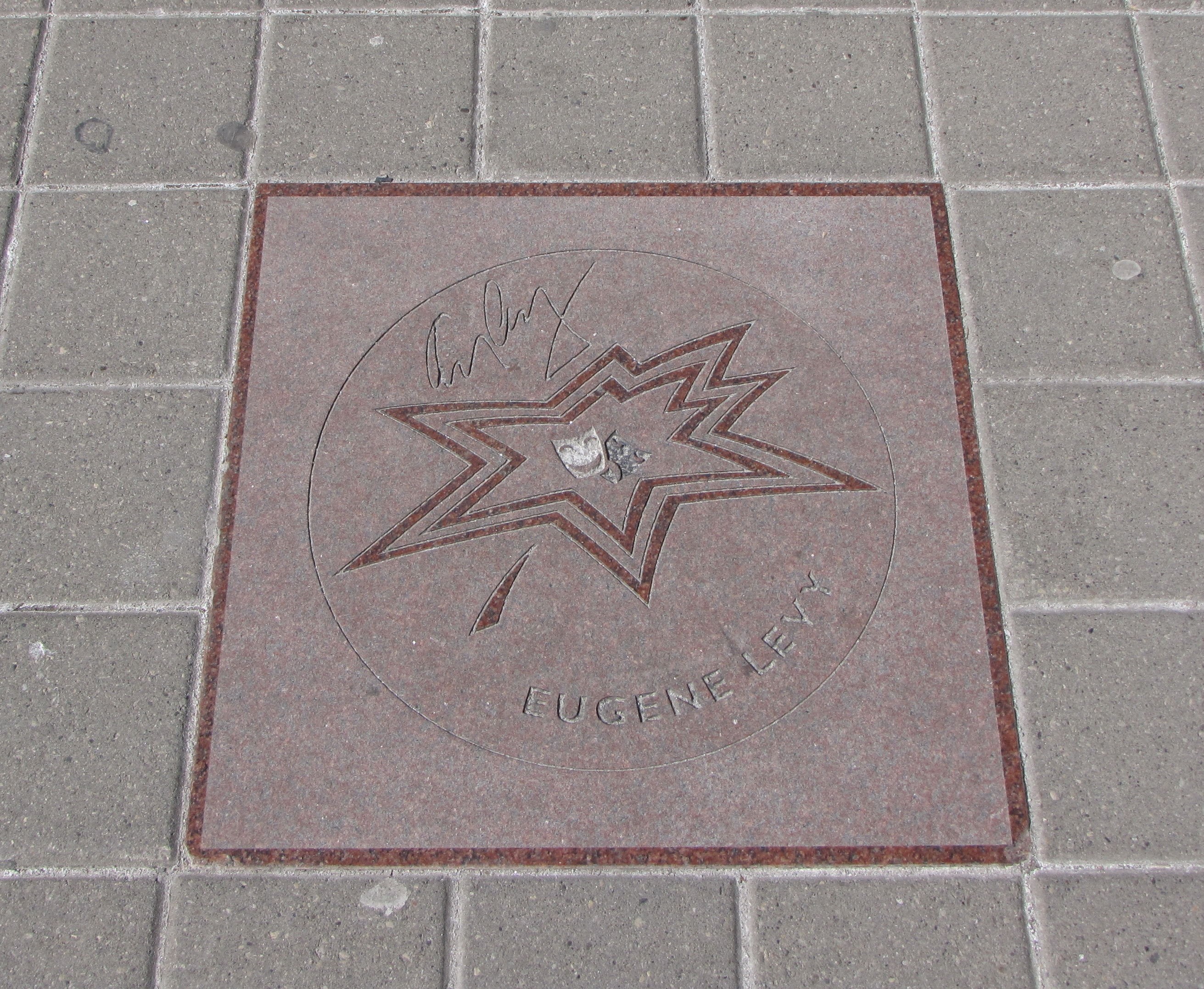
La stella di Eugene Levy della Canada's Walk of Fame

- Foxy Lady, regia di Ivan Reitman (1971)
- Cannibal Girls, regia di Ivan Reitman (1973)
- Running - Il vincitore (Running), regia di Steven Hilliard Stern (1979)
- Niente di personale (Nothing Personal), regia di George Bloomfield (1980)
- Doppio negativo, regia di George Bloomfield (1980)
- National Lampoon's Vacation (Vacation), regia di Harold Ramis (1983)
- Going Berserk, regia di David Steinberg (1983)
- Splash - Una sirena a Manhattan (Splash), regia di Ron Howard (1984)
- Club Paradise, regia di Harold Ramis (1986)
- Pazzi da legare (Armed and Dangerous), regia di Mark L. Lester (1986)
- La corsa più pazza del mondo 2 (Speed Zone!), regia di Jim Drake (1989)
- Il padre della sposa (Father of the Bride), regia di Charles Shyer (1991)
- Sette criminali e un bassotto (Once Upon a Crime), regia di Eugene Levy (1992) - non accreditato
- Frequenze pericolose (Stay Tuned), regia di Peter Hyams (1992)
- For Goodness Sake, regia di David Zucker – cortometraggio (1993)
- Inviati molto speciali (I Love Trouble), regia di Charles Shyer (1994)
- Il padre della sposa 2 (Father of the Bride Part II), regia di Charles Shyer (1995)
- Mi sdoppio in 4 (Multiplicity), regia di Harold Ramis (1996)
- Sognando Broadway (Waiting for Guffman), regia di Christopher Guest (1996)
- Almost Heroes, regia di Christopher Guest (1998)
- Il genio, regia di Stephen Herek (1998) - non accreditato
- Richie Rich e il desiderio di Natale (Richie Rich's Christmas Wish), regia di John Murlowski (1998)
- Akbar's Adventure Tours, regia di Robert Blalack (1998)
- The Secret Life of Girls, regia di Holly Goldberg Sloan (1999)
- American Pie, regia di Paul Weitz e Chris Weitz (1999)
- Campioni di razza (Best in Show), regia di Christopher Guest (2000)
- The Ladies Man, regia di Reginald Hudlin (2000)
- Ritorno dal paradiso (Down to Earth), regia di Paul Weitz e Chris Weitz (2001)
- Josie and the Pussycats, regia di Harry Elfont e Deborah Kaplan (2001) - non accreditato
- American Pie 2, regia di J.B. Rogers (2001)
- Quando l'amore è magia - Serendipity (Serendipity), regia di Peter Chelsom (2001)
- Repli-Kate, regia di Frank Longo (2002)
- Il sogno di Calvin (Like Mike), regia di John Schultz (2002)
- Un ciclone in casa (Bringing Down the House), regia di Adam Shankman (2003)
- A Mighty Wind - Amici per la musica, regia di Christopher Guest (2003)
- Scemo & più scemo - Iniziò così... (Dumb and Dumberer: When Harry Met Lloyd), regia di Troy Miller (2003)
- American Pie - Il matrimonio (American Wedding), regia di Jesse Dylan (2003)
- Silver Man, regia di Peter Foldy (2003)
- Una pazza giornata a New York (New York Minute), regia di Dennie Gordon (2004)
- The Man - La talpa (The Man), regia di Les Mayfield (2005)
- American Pie Presents: Band Camp, regia di Steve Rash (2005)
- Il ritorno della scatenata dozzina (Cheaper by the Dozen 2), regia di Adam Shankman (2005)
- For Your Consideration, regia di Christopher Guest (2006)
- American Pie presenta: Nudi alla meta (American Pie Presents The Naked Mile), regia di Joe Nussbaum (2006)
- American Pie Presents: Beta House, regia di Andrew Waller (2007)
- Gooby, regia di Wilson Coneybeare (2009)
- Motel Woodstock, regia di Ang Lee (2009)
- American Pie presenta: Il manuale del sesso (American Pie Presents: Book of Love), regia di John Putch (2009)
- Goon, regia di Michael Dowse (2011)
- American Pie: Ancora insieme (American Reunion), regia di Jon Hurwitz e Hayden Schlossberg (2012)
- Madea - Protezione testimoni (Madea's Witness Protection), regia di Tyler Perry (2012)
- Summer Camp, regia di Castilel Landon (2024)

#### Televisione
- The Sunshine Hour – serie TV (1976)
- Stay Tuned – serie TV (1976)
- The Lovebirds – film TV (1979)
- King of Kensington – serie TV, episodi 1x07-5x04 (1975-1979)
- From Cleveland – film TV (1980)
- Second City TV – serie TV, 73 episodi (1976-1981)
- SCTV Network 90 – serie TV, 38 episodi (1981-1983)
- SCTV Channel – serie TV, 18 episodi (1983-1984)
- The Last Polka, regia di John Blanchard – film TV (1985)
- George Burns Comedy Week – serie TV, episodio 1x02 (1985)
- The Canadian Conspiracy – film TV (1985)
- Dave Thomas: The Incredible Time Travels of Henry Osgood – film TV (1986)
- Disneyland – serie TV, episodio 31x23 (1987)
- The Ray Bradbury Theater – serie TV, episodio 2x02 (1988)
- Biographies: The Enigma of Bobby Bittman – film TV (1988)
- I, Martin Short, Goes Hollywood – film TV (1989)
- Strano amore – film TV (1992)
- Maniac Mansion – serie TV, episodio 3x17 (1993)
- The Martin Short Show – serie TV, episodio 1x02 (1994)
- Harrison Bergeron – film TV (1995)
- La strada per Avonlea (Road to Avonlea) – serie TV, episodio 7x06 (1996)
- The Drew Carey Show – serie TV, episodio 3x17 (1998)
- Hiller and Diller – serie TV, 13 episodi (1997-1998)
- Innamorati pazzi – serie TV, episodio 6x22 (1998)
- Sea World/Busch Gardens Adventures: Hidden Key – film TV (1998)
- The Wonderful World of Disney – serie TV, episodio 2x22 (1999)
- D.O.A. – film TV (1999)
- The Sports Pages – film TV (2001)
- Club Land – film TV (2001)
- Off Centre – serie TV, episodi 1x20-2x04 (2002)
- Greg the Bunny – serie TV, 13 episodi (2002-2004)
- Hitched – film TV (2010)
- I, Martin Short, Goes Home – film TV (2012)
- Package Deal – serie TV, episodi 1x01-1x02-1x06 (2013)
- Working the Engels – serie TV, episodi 1x05 (2014)
- Schitt's Creek – serie TV, 80 episodi (2015-2020)
- The Reluctant Traveler with Eugene Levy, 16 episodi – serie TV (2023)
- Only Murders in the Building – serie TV (2024)

#### Doppiatore
- Heavy Metal, regia di Gerald Potterton (1981)
- Che magnifico campeggio! – serie TV, episodio 3x06 (1992)
- Duckman – serie TV, episodi 3x15-4x12 (1996-1997)
- Hercules – serie TV, episodio 1x31 (1998)
- Dilbert – serie TV, episodio 2x11 (2000)
- The Kid – film TV (2001)
- Committed – serie TV, 12 episodi (2001)
- Curioso come George, regia di Matthew O'Callaghan (2006)
- La gang del bosco, regia di Tim Johnson e Karey Kirkpatrick (2006)
- Una notte al museo 2 - La fuga, regia di Shawn Levy (2009)
- Astro Boy, regia di David Bowers (2009)
- Alla ricerca di Dory, regia di Andrew Stanton (2016)

## Premi e riconoscimenti
- Nomination ai Teen Choice Awards 2003: Miglior alchimia (condiviso con Queen Latifah) per Un ciclone in casa
- Nomination ai Golden Globes 2021 al miglior attore in una serie commedia o musicale per Schitt's Creek
- Primetime Emmy Awards
  - 2020 - Migliore attore protagonista in una serie commedia - Schitt's Creek

## Doppiatori italiani
Nelle versioni in italiano dei suoi film, è doppiato da:
- Nino Prester in American Pie, American Pie 2, Scemo e più scemo - Iniziò così, American Pie - Il matrimonio, American Pie Presents: Band Camp, American Pie presenta: Nudi alla meta, American Pie Presents: Beta House, American Pie presenta: Il manuale del sesso, American Pie: Ancora insieme
- Oreste Rizzini in Serendipity - Quando l'amore è magia, Un ciclone in casa, Una pazza giornata a New York, Il ritorno della scatenata dozzina
- Carlo Valli ne Il padre della sposa 2, Frequenze pericolose, Motel Woodstock
- Massimo Rossi in Schitt's Creek, Only Murders in the Building, Summer Camp
- Mario Cordova in National Lampoon's Vacation
- Mauro Gravina in  Splash - Una sirena a Manhattan
- Giorgio Lopez ne La corsa più pazza del mondo 2
- Eugenio Marinelli ne Il sogno di Calvin
- Roberto Chevalier in Pazzi da legare
- Franco Zucca in Repli-Kate
- Stefano De Sando in Campioni di razza
- Piero Tiberi ne La moglie di Boogedy
- Francesco Pannofino in The Man - La talpa
- Claudio Fattoretto in Mi sdoppio in 4
- Rodolfo Bianchi in A Mighty Wind - Amici per la musica

Da doppiatore è sostituito da:
- Gerolamo Alchieri ne La gang del bosco
- Roberto Stocchi in Una notte al museo 2 - La fuga
- Luca Semeraro in Curioso come George
- Mino Caprio in Astro Boy
- Carlo Valli in Alla ricerca di Dory